# BibTeX

Логотип программы BibTeX

BibTeX — программное обеспечение для создания форматированных списков библиографии. BibTeX используется совместно с LaTeX'ом и входит во все известные дистрибутивы TeX и LaTeX.
BibTeX был создан Ореном Паташником и Лесли Лэмпортом в 1985 году. BibTeX позволяет работать со списками источников, отделяя библиографическую информацию от её представления.
Принцип отделения содержимого от его представления использован как в самом LaTeX’е, так и в XHTML, CSS и др.

## Использование
При подготовке документа в LaTeX система BibTeX предоставляет по сравнению со стандартным LaTeX-окружением thebibliography следующие преимущества:
- список литературы генерируется автоматически по всем ссылкам \cite, упомянутым в тексте;
- можно использовать единую библиографическую базу (bib-файл) во всех своих текстах, во всех работах отдела, и т. д.;
- легко обмениваться библиографическими базами с коллегами;
- нет необходимости помнить правила оформления библиографии, так как BibTeX делает эту работу автоматически с помощью стилевых bst-файлов.

Для вызова BibTeX’а достаточно заменить окружение thebibliography командами
```
\bibliographystyle
{
stylefile
}
 
% bst-файл, задающий стиль оформления библиографии

\bibliography
{
bibfile
}
 
% имя bib-файла, содержащего библиографическую базу

```

например,
```
\bibliographystyle
{
gost780s
}
 
% ГОСТ 7.80

\bibliography
{
MachLearn
}
 
% MachLearn.bib

```

Можно использовать несколько библиографических баз одновременно (тогда их имена указываются через запятую).
Тексты, использующие BibTeX, необходимо обрабатывать 4 раза: первый проход LaTeX (создание aux-файла с запросами ссылок), затем BibTeX (создание bbl-файла с библиографией, готовой для вставки в LaTeX-файл), и ещё два прохода LaTeX (вставка библиографии и актуализация номеров ссылок).
В TeX Live и MiKTeX есть Perl-скрипт latexmk, который выполняет все необходимые вызовы автоматически. В MiKTeX также есть утилита texify, которая тоже выполняет все необходимые вызовы автоматически.

## Библиографические базы: bib-файлы
BibTeX использует bib-файлы специального текстового формата для хранения списков библиографических записей.
Каждая запись описывает ровно одну публикацию — статью, книгу, диссертацию, и т. д.
Bib-файлы можно использовать для хранения библиографических баз данных. Многие программы, работающие с библиографиями, (такие, как JabRef) и онлайн-сервисы цитирования (ADS, CiteULike) могут экспортировать ссылки в bib-формат.
Каждая запись выглядит следующим образом:
```
@ARTICLE
{
tag
,

  
author
 
=
 
{Список авторов}
,

  
title
 
=
 
{Название статьи}
,

  
year
 
=
 
{год}
,

  
journal
 
=
 
{Название журнала}

}

```

Здесь ARTICLE — тип записи («статья»), tag — метка-идентификатор записи (которая позволяет ссылаться в тексте с помощью \cite{tag}), дальше список полей со значениями.

### Типы записей
Каждая запись должна быть определённого типа, описывающего тип публикации. Следующие типы являются стандартными и обрабатываются почти всеми стилями BibTeX (названия расположены по алфавиту и содержат списки полей, возможные поля см. ниже):
articleСтатья из журнала.
Необходимые поля: author, title, journal, year
Дополнительные поля: volume, number, pages, month, note, key
bookОпределённое издание книги.
Необходимые поля: author/editor, title, publisher, year
Дополнительные поля: volume, series, address, edition, month, note, key, pages
bookletПечатная работа, которая не содержит имя издателя или организатора (например, самиздат).
Необходимые поля: title
Дополнительные поля: author, howpublished, address, month, year, note, key
conferenceСиноним inproceedings, оставлено для совместимости с Scribe.
Необходимые поля: author, title, booktitle, year
Дополнительные поля: editor, pages, organization, publisher, address, month, note, key
inbookЧасть книги, возможно без названия. Может быть главой (частью, параграфом), либо диапазоном страниц.
Необходимые поля: author/editor, title, chapter/pages, publisher, year
Дополнительные поля: volume, series, address, edition, month, note, key
incollectionЧасть книги, имеющая собственное название (например, статья в сборнике).
Необходимые поля: author, title, booktitle, year
Дополнительные поля: editor, pages, organization, publisher, address, month, note, key
inproceedingsТезис (труд) конференции.
Необходимые поля: author, title, booktitle, year
Дополнительные поля: editor, series, pages, organization, publisher, address, month, note, key
manualТехническая документация.
Необходимые поля: title
Дополнительные поля: author, organization, address, edition, month, year, note, key
mastersthesisМагистерская диссертация.
Необходимые поля: author, title, school, year
Дополнительные поля: address, month, note, key
miscИспользовать, если другие типы не подходят.
Необходимые поля: none
Дополнительные поля: author, title, howpublished, month, year, note, key
phdthesisКандидатская диссертация.
Необходимые поля: author, title, school, year
Дополнительные поля: address, month, note, key
proceedingsСборник трудов (тезисов) конференции.
Необходимые поля: title, year
Дополнительные поля: editor, publisher, organization, address, month, note, key
techreportОтчёт, опубликованный организацией, обычно пронумерованный внутри серии.
Необходимые поля: author, title, institution, year
Дополнительные поля: type, number, address, month, note, key
unpublishedДокумент, имеющий автора и название, но формально не опубликованный (рукопись).
Необходимые поля: author, title, note
Дополнительные поля: month, year, key

### Полязаписей
Каждая запись содержит некоторый список стандартных полей (можно вводить любые другие поля, которые просто игнорируются стандартными программами):
- addendum: то же, что note, но добавляется в самом конце библиографической записи.
- address: Адрес издателя (обычно просто город, но может быть полным адресом для малоизвестных издателей)
- annote (в JabRef — abstract): Аннотация для библиографической записи.
- author: Имена авторов (если больше одного, то разделяются and)
- booktitle: Наименование книги, содержащей данную работу.
- chapter: Номер главы
- crossref: Ключ кросс-ссылки (позволяет использовать другую библио-запись в качестве названия, например, сборника трудов)
- edition: Издание (полная строка, например, «1-е, стереотипное»)
- editor: Имена редакторов (оформление аналогично авторам)
- eprint: Описание электронной публикации, часто препринт или технический отчет
- howpublished: Способ публикации, если нестандартный
- institution: Институт, вовлечённый в публикацию, необязательно издатель
- journal: Название журнала, содержащего статью
- key: Скрытое ключевое поле, задающее порядок сортировки (если «author» и «editor» не заданы).
- month: Месяц публикации (может содержать дату). Если не опубликовано — создания.
- note: Любые заметки
- number: Номер журнала
- organization: Организатор конференции
- pages: Номера страниц, разделённые запятыми или двойным дефисом. Для книги — общее количество страниц.
- publisher: Издатель
- school: Институт, в котором защищалась диссертация.
- series: Серия, в которой вышла книга.
- title: Название работы
- type: Тип отчёта, например «Заметки исследователя»
- url: WWW-адрес
- volume: Том журнала или книги.
- year: Год публикации (если не опубликовано — создания)

Дополнительно, каждая запись содержит ключевое поле, которое служит для цитирования или кросс-ссылок на эту запись. Это поле должно быть уникальным (в рамках использующей работы) и непустым. Это поле не имеет названия, не является частью других полей и идёт первым по-порядку.

## Стили оформления библиографии: bst-файлы
BibTeX использует bst-файлы для описания того, как bib-записи преобразуются в текст на LaTeX'e.
Каждый bst-файл представляет собой программу на простом стековом языке программирования,
напоминающем Forth или PostScript. Есть программы, позволяющие генерировать .bst-файлы автоматически (например, custom-bib или Bib-it).
Обычно BibTeX формирует вывод в формате TeX или LaTeX, но существуют и стилевые файлы для генерации формата HTML.
Многие журналы или издательства, которые принимают публикации в формате LaTeX, снабжают также библиографическими стилями для авторов. Это удостоверяет, что стиль оформления библиографии также будет соответствовать требованиям издателя с минимальными усилиями.

## Поддержка различных языков и альтернативы
Языковая поддержка в полном объёме встроена в современные версии LaTeX и BibTeX. Однако BibTeX не поддерживает bib-файлы, закодированные в UTF-8 и других вариантах Юникода, который является единственным кроссплатформенным методом кодировки текста на языках, отличных от английского. Причина в том, что активная разработка BibTeX была прекращена в 1988 году, до появления Юникода (версия 0.99c выпущена в 1988 году, текущая версия 0.99d, содержавшая малые изменения, — в 2010 году). Пользователь чистого BibTeX вынужден использовать 8-битные кодировки bib-файлов (хотя tex-файлы при этом могут быть в Юникоде). Несмотря на это, опыт использования BibTeX в операционной системе Linux (Ubuntu 10.04) показывает корректную работу BibTeX с русскими символами в кодировке UTF-8.
Заменами BibTeX являются CrossTeX и Biber.
CrossTeX не доступен в основных свободных дистрибутивах Tex Live и MiKTeX и пока не имеет полной поддержки Юникода.
Biber доступен в Tex Live и MiKTeX и имеет полную поддержку UTF-8 (Юникод версии 6.0). Biber может работать только в связке с BibLaTeX. BibLaTeX разрабатывался как надстройка над BibTeX и может работать как с BibTeX, так и с Biber; Biber при этом заменяет BibTeX.
В настоящее время сайт CTAN призывает использовать BibLaTeX+Biber (или хотя бы BibLaTeX+BibTeX) вместо чистого BibTeX.

## Пример
.bib-файл может содержать следующую запись, которая описывают математическую книгу:
```
@Book
{
Korn
,

 
author
    
=
 
{Корн, Г. А. and Корн, Т. М.}
,

 
title
     
=
 
{Справочник по математике для научных работников и инженеров}
,

 
publisher
 
=
 
{«Наука»}
,

 
year
      
=
 
1974
,

 
address
   
=
 
Москва,

 
lang
      
=
 
ru

}

```

Если документ ссылается на эту книгу, библиографическая информация может быть оформлена несколькими способами в зависимости от выбранного стандарта оформления (APA, MLA, Chicago и др.). То, как LaTeX форматирует ссылку, зависит от способа вызова команды \cite и выбранного стиля оформления LaTeX-документа. Если команда \cite{Korn} вызывается внутри документа, то программа bibtex включает книгу в список литературы для документа и генерирует соответствующий код форматирования LaTeX. В окончательном виде ссылка может выглядеть, например, так:
Корн Г. А., Корн Т. М. Справочник по математике для научных работников и инженеров. — М.: «Наука», 1974.
В зависимости от стилевого файла, BibTeX может переставлять фамилии и имена авторов, изменять регистр названий, опускать некоторые поля из .bib-файла, оформлять текст курсивом, добавлять знаки пунктуации и т. д. Так как один стилевой файл используется для всего списка литературы, то все библиографические ссылки оформляются единообразно с минимальным усилием авторов и редакторов.

### Формат списка авторов
Префиксы фамилий, такие как von, van и der обрабатываются автоматически, если они начинаются со строчной буквы, чтобы отличать их от фамилий. Фамилии из нескольких слов отделяются от имён и отчеств (или средних имён) тем, что они идут сначала, а потом, через запятую, пишутся имена и отчества. Именные суффиксы, как Ср. или Мл. или III обычно обрабатываются с помощью второй запятой-разделителя, как в примере:
```
@Book
{
hicks2001
,

 
author
    
=
 
"von Hicks, III, Michael"
,

 
title
     
=
 
"Design of a Carbon Fiber Composite Grid Structure for the GLAST

              Spacecraft Using a Novel Manufacturing Technique"
,

 
publisher
 
=
 
"Stanford Press"
,

 
year
      
=
  
2001
,

 
address
   
=
 
"Palo Alto"
,

 
edition
   
=
 
"1st,"
,

 
isbn
      
=
 
"0-69-697269-4"

}

```

Вместо использования запятой, чтобы отделить именной суффикс от фамилии, можно выделить всё имя фигурными скобками: {Hicks III}.
Авторы должны отделяться словом and, а не запятыми или «и»:
```
@Book
{
Torre2008
,

 
author
    
=
 
"Joe Torre and Tom Verducci"
,

 
publisher
 
=
 
"Doubleday"
,

 
title
     
=
 
"The Yankee Years"
,

 
year
      
=
  
2008
,

 
isbn
      
=
 
"0385527403"

}

```

### Перекрёстные ссылки
BibTeX позволяет ссылаться на другие публикации с помощью поля crossref. В следующем примере тезис ссылается на сборник тезисов.
```
@INPROCEEDINGS
 
{
author:06
,

 
title
    
=
 
{Название доклада}
,

 
author
   
=
 
{Первый Автор and Второй Автор}
,

 
crossref
 
=
 
{conference:06}
,

 
pages
    
=
 
{330—331}
,

}

@PROCEEDINGS
 
{
conference:06
,

 
editor
    
=
 
{Первый Редактор and Второй Редактор}
,

 
title
     
=
 
{Proceedings of the Xth Conference on XYZ}
,

 
booktitle
 
=
 
{Proceedings of the Xth Conference on XYZ}
,

 
year
      
=
 
{2006}
,

 
month
     
=
 
{October}
,

}

```

При этом следует добавлять booktitle к записи сборника, чтобы избежать предупреждения BibTeX’а «empty booktitle».
Вывод LaTeX этого примера может выглядеть примерно так:
Автор, Первый and Автор, Второй (October 2006), Название доклада, in: Proceedings of the Xth Conference on XYZ, pp 330—331.